# ケッケッケロロの大作戦♪
「ケッケッケロロの大作戦♪」（ケッケッケロロのだいさくせん）は、ケロロ小隊／ケロロ＋夏美のシングル。2009年1月21日にLantisから発売された。

## 概要
- 「ケッケッケロロの大作戦♪」は、ケロロ小隊によるキャラクターソング[2]。テレビアニメ『ケロロ軍曹』のエンディングテーマとして使用された[3]。
- 「遠いね一緒の星なのに」は、ケロロと夏美によるキャラクターソングである[4]。

## 収録曲
（全作詞：畑亜貴）
1. ケッケッケロロの大作戦♪ [4:09]
歌：ケロロ小隊（渡辺久美子、小桜エツ子、中田譲治、子安武人、草尾毅）
作曲：伊藤真澄、編曲：菊谷知樹
  - テレビアニメ『ケロロ軍曹』エンディングテーマ
2. 遠いね一緒の星なのに [4:13]
歌：ケロロ（渡辺久美子）＋夏美（斎藤千和）
作曲・編曲：A-bee
3. ケッケッケロロの大作戦♪ [off vocal] [4:08]
4. 遠いね一緒の星なのに [off vocal] [4:11]